# Дягильский сельсовет
Дягильский сельсовет — упразднённая административно-территориальная единица на территории Мядельского района Минской области Республики Беларусь.

## История
Решением Минского областного Совета депутатов от 29.09.2006 № 245 Дягильский сельсовет упразднён.
Населённые пункты Бокачи, Войтехово, Дягили, Кухальские, Крапивно, Двор Крапивно, Леонардово, Милты, Мутевщина, Ногавки, Ногавщино, Никасецк, Охобни, Пугачи, Посопово, Ромашки, Рубаники, Судники, Студеница из состава Дягильского сельсовета переданы в состав Слободского сельсовета.

## Состав
Дягильский сельсовет включал 19 населённых пунктов:
- Бокачи — деревня
- Войтехово — деревня
- Двор Крапивно — деревня
- Дягили — деревня
- Крапивно — деревня
- Кухальские — деревня
- Леонардово — деревня
- Милты — деревня
- Мутевщина — деревня
- Ногавки — деревня
- Никасецк — деревня
- Ногавщино — деревня
- Охобни — деревня
- Посопово — деревня
- Пугачи — деревня
- Ромашки — деревня
- Рубаники — деревня
- Студеница — деревня
- Судники — деревня